# Léon Pittet
Léon Pittet (Gruyères, 11 april 1806 - Fribourg, 29 april 1858) was een Zwitsers jurist en politicus uit het kanton Fribourg.

## Biografie

### Afkomst en opleiding
Léon Pittet was een zoon van Pierre-Joseph-Vincent Pittet, die rechter was in het district Gruyère, en van Anne-Marie Murith. Hij was gehuwd met Marie-Françoise Dupré. Na zijn schooltijd aan het Collège Saint-Michel in Fribourg studeerde hij rechten.

### Carrière
In 1831 werd Pittet griffier bij de rechtbank van Gruyère. In 1833 werd hij hypotheekbewaarder en in 1834 notaris. Hij was tevens schepen en later van 1838 tot 1841 syndicus (burgemeester) van Gruyères.
Van 1837 tot 1856, met een onderbreking in 1847, was hij lid van de Grote Raad van Fribourg. In 1847 verzette hij zich tegen de Sonderbund. Later dat jaar werd hij lid van de voorlopige kantonnale regering, waarna hij in 1848 lid werd van de Staatsraad van Fribourg. Hij zetelde er tot 1854 en was bevoegd voor Financiën. In die hoedanigheid was hij betrokken bij de oprichting van de Kantonnale Bank van Fribourg in 1850.
Van 1851 tot 1858 was hij de eerste voorzitter van de toezichtscommissie van deze bank. In 1853 was hij oprichter en vervolgens van 1854 tot 1858 directeur van de Caisse hypothécaire fribourgeoise. In 1854 werd hij opnieuw notaris. Hij hield de pen van de kantonnale wetboek van koophandel en de wetten op het notariaat.
Van 1 december 1851 tot 3 december 1854 zetelde hij in de Nationale Raad.